# CPFL Energia
CPFL Energia é um grupo do setor de energia do Brasil, com sede em Campinas, São Paulo, e que atua no segmento de geração, transmissão, distribuição e comercialização de energia elétrica.

## História

### Origem
A CPFL foi fundada por José Balbino de Siqueira e Manfredo Antônio da Costa, dois engenheiros da Escola Politécnica de São Paulo que, acreditando no potencial de um país que começava a se industrializar e ganhar contornos urbanos, foram os grandes responsáveis por consolidar as empresas que forneciam energia para as cidades de Botucatu, São Manuel e Dois Córregos.
Nascia assim em 16 de novembro de 1912 a Companhia Paulista de Força e Luz, a partir da fusão de quatro companhias (Empresa Força e Luz de Botucatu, Empresa Força e Luz de São Manoel, Empresa Força e Luz de Agudos-Pederneiras e Companhia Elétrica do Oeste de São Paulo). Em 1927, a empresa passou do controle privado nacional ao controle estrangeiro através da venda à empresa American & Foreign Power, pertencente a uma subsidiária da General Electric, permanecendo sob seu controle até 1964, quando foi estatizada e encampada pela Eletrobrás.

### Expansão
Em 1973 a CPFL  adquiriu a empresa privada dos municípios de São Carlos e Descalvado, à CPE (Companhia Paulista de Eletricidade), que era uma das mais antigas empresas de eletricidade do Brasil. Fundada em 1890, inaugurou a primeira hidrelétrica do estado de São Paulo, a usina de Monjolinho, em julho de 1893.
Em 1975, teve o controle acionário repassado à CESP (Companhia Energética de São Paulo), pertencente ao governo de São Paulo.

### Privatização
A CPFL Paulista se manteve sob controle estatal até novembro de 1997, quando foi privatizada por R$ 3,015 bilhões e teve seu controle repassado ao Grupo VBC (Votorantim, Bradesco e Camargo Corrêa) (45%), além do fundo de pensão Previ (38%) e Bonaire Participações (que reunia os fundos Funcesp, Sistel, Petros e Sabesprev) (17%).
Foi feita uma reestruturação societária, com a criação da holding CPFL Energia em 1998. A partir da privatização, houve desmembramentos das regionais e novas regionais foram criadas para melhor redimensionamento e atendimento a população.
Em 1999, ocorreu a privatização da Empresa Bandeirante de Energia, oriunda da cisão da Eletropaulo. Tendo a empresa sido adquirida em consórcio da CPFL com a EDP. Em 2001, a companhia foi parcialmente cindida, tendo sido constituídas a Bandeirante Energia, controlada pela EDP, e a CPFL Piratininga, sob controle da CPFL.
Em 2000, os ativos de geração de energia foram segregados com a criação da CPFL Geração.
Em 2001, a CPFL Paulista adquiriu o controle acionário da Rio Grande Energia (“RGE”), empresa de distribuição de energia das regiões norte e nordeste do Estado do Rio Grande do Sul, fruto da cisão da CEEE.
Em 2002, foi criada a CPFL Brasil, com o objetivo de fornecer energia elétrica às distribuidoras controladas da CPFL Energia, e comercializar e gerir energia no ambiente de contratação livre.
Em 2004, foi feita Oferta Pública de Ações (IPO) na Bolsa de Valores de São Paulo e na Bolsa de Nova Iorque.
Em 2006, adquiriu a Companhia Jaguari de Energia (CPFL Jaguari). No ano seguinte, comprou a CMS Energy Brasil, que atuava nos segmentos de distribuição e geração em São Paulo.
Em 2007, o Bradesco, através da holding Bradespar, vendeu as ações da VBC. Em 2009, a Camargo Corrêa comprou as ações da VBC que pertenciam a Votorantim, tornando-se, o único acionista da holding.
Em 2010, adquiriu a Companhia Luz e Força Santa Cruz (CPFL Santa Cruz), da Companhia Brasileira de Alumínio (CBA), pertencente ao grupo Votorantim.
Em 2011, foi criada a CPFL Renováveis, a partir da associação de ativos e projetos da CPFL e da ERSA em PCHs, parques eólicos e usinas termelétricas a biomassa.
Em 2012, foi criada a CPFL Transmissão, para operar a concessão do Leilão de Transmissão ANEEL 007/2012.
Em 2016, adquiriu a AES Sul, que teve nome modificado para RGE Sul e foi fundida com a distribuidora RGE em 2019.

### Aquisição pela State Grid
Em janeiro de 2017, a empresa chinesa State Grid, a maior empresa do setor elétrico do mundo, concluiu a aquisição de 54,64% de participação acionária da CPFL Energia por R$ 14 bilhões. No mesmo ano, a State Grid realizou Oferta Pública de Aquisição (OPA), por meio da qual passou a deter 94,75% do capital social da holding.
Em julho de 2021 a CPFL Energia arrematou a elétrica gaúcha CEEE-T (CEEE Transmissão), em leilão de privatização, por R$ 2,67 bilhões, com ágio de 57,13% ante o mínimo previsto.

## Áreas de atuação
No momento, o Grupo CPFL, através de suas 4 distribuidoras, atua em 687 municípios, numa área de 300.000 km², com 17,2 milhões de clientes nos estados de São Paulo, Rio Grande do Sul, Paraná e Minas Gerais, numa área que atende aproximadamente 22 milhões de habitantes.
No ramo de geração, possui capacidade instalada no setor de 4,53 GW de geração, sendo 95,6% de fontes renováveis.

## Distribuição de energia

### Distribuidoras
| Nome Oficial                         | Nome             | Principais Municípios | Qtde. municípios | Estado(s)                         | Clientes  |
| ------------------------------------ | ---------------- | --- | ---------------- | --------------------------------- | --------- |
| Companhia Paulista de Força e Luz    | CPFL Paulista    | Campinas, Americana, Piracicaba, São Carlos, Araraquara, Ribeirão Preto, Franca, Bauru, Marília, Araçatuba e São José do Rio Preto           | 234              | São Paulo                         | 4.900.000 |
| Companhia Piratininga de Força e Luz | CPFL Piratininga | Santos, Sorocaba, Jundiaí e Indaiatuba | 27               | São Paulo                         | 1.900.000 |
| Companhia Jaguari de Energia         | CPFL Santa Cruz  | Santa Cruz do Rio Pardo, Itapetininga, Ourinhos, Avaré, Itaí, Jacarezinho, Casa Branca, São José do Rio Pardo, Mococa, Jaguariúna e Pedreira | 39               | São Paulo · Paraná · Minas Gerais | 496.000   |
| RGE Sul Distribuidora de Energia     | RGE              | Caxias do Sul, Canoas, Santa Maria, Gravataí, Novo Hamburgo e São Leopoldo                                                                   | 381              | Rio Grande do Sul                 | 3.000.000 |

### Unificação

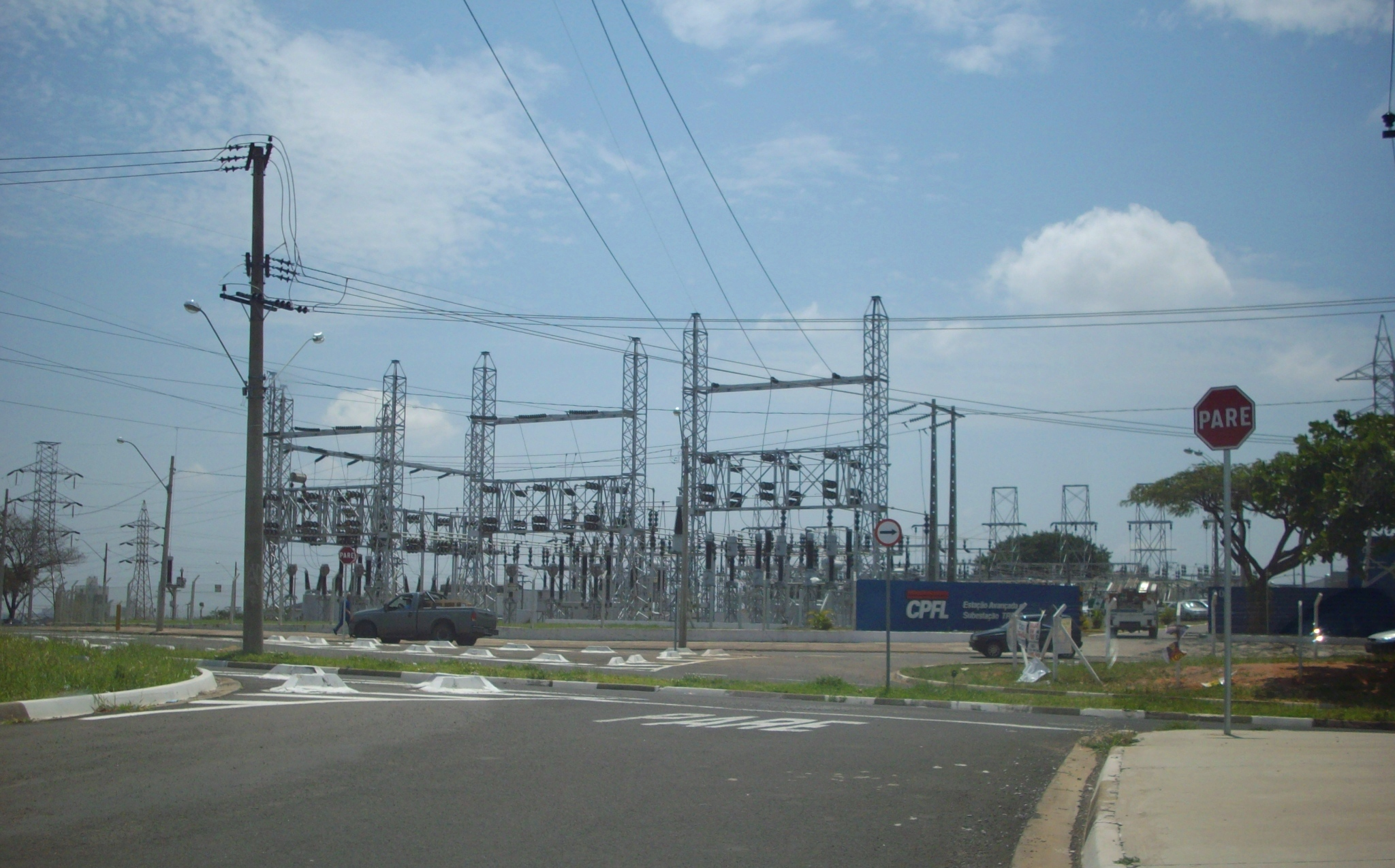
Subestação da CPFL

No início de 2018 a CPFL Energia agrupou cinco subsidiárias de distribuição de energia em busca de otimizar custos administrativos e operacionais:
- CPFL Santa Cruz (Companhia Luz e Força Santa Cruz)
- CPFL Jaguari (Companhia Jaguari de Energia)
- CPFL Mococa (Companhia Luz e Força Mococa)
- CPFL Leste Paulista (Companhia Leste Paulista de Energia, antiga CPEE-Companhia Paulista de Energia Elétrica)
- CPFL Sul Paulista (Companhia Sul Paulista de Energia)

Na operação a CPFL Jaguari incorporou as demais distribuidoras, e as empresas incorporadas deixaram de existir, surgindo a nova CPFL Santa Cruz (Companhia Jaguari de Energia), que nasce com um faturamento de R$ 882 milhões e lucro de R$ 60,1 milhões, atendendo aproximadamente 442 mil consumidores.
Em dezembro de 2018, a ANEEL autorizou a incorporação da RGE pela RGE Sul em um único contrato de concessão, sendo confirmada mais tarde pela Comissão de Valores Mobiliários. O nome fantasia que restou da fusão foi simplesmente RGE.

## Geração de energia
A "CPFL Geração" e a "CPFL Renováveis" possuem 8 (oito) Usinas Hidrelétricas (UHEs), 46 Pequenas Centrais Hidrelétricas (PCHs), duas Usinas Termelétricas (UTE), 6 CGHs, 49 parques eólicos, 7 Usinas a Biomassa e 1 Usina Solar Fotovoltaica. No total, alcançam uma potência instalada de 4,371 GW de geração (2023), sendo a matriz hídrica responsável por 56,46%, eólica por 31,80% e biomassa 7,54%.

Algumas usinas

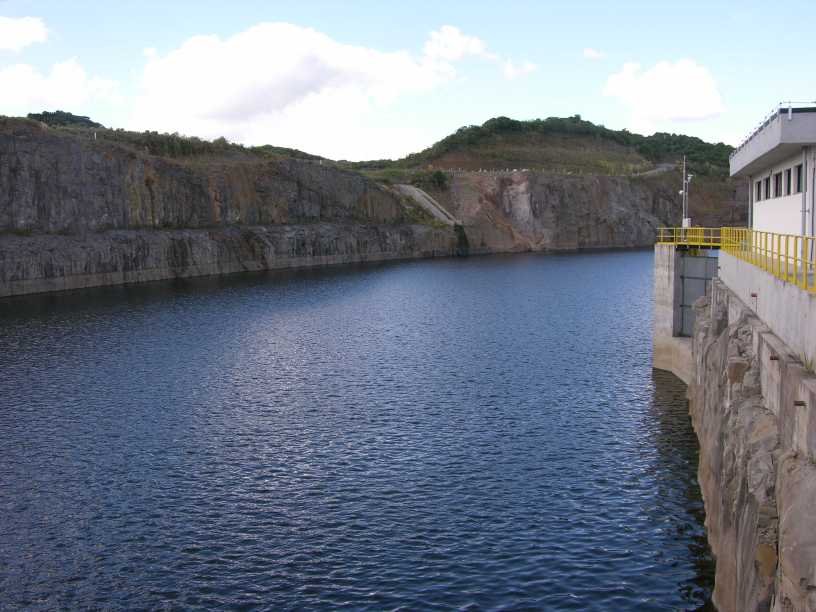
Reservatório da Usina Hidrelétrica de Campos Novos

- Usina Hidrelétrica Serra da Mesa (1 275 MW) - Minaçu (51,54%)
- Usina Hidrelétrica Foz do Chapecó (855 MW) - Águas de Chapecó (51%)
- Usina Hidrelétrica de Campos Novos (880 MW) -  Campos Novos, Celso Ramos, Anita Garibaldi e Abdon Batista (48,72%)
- Usina Hidrelétrica de Barra Grande (690 MW)- Anita Garibaldi e Pinhal da Serra (25,01%)
- Usina Hidrelétrica Luiz Eduardo Magalhães (902,5 MW) - Miracema do Tocantins e Lajeado (3,56%)
- Usina Hidrelétrica Salto Grande (30 MW)- Americana
- Usina Hidrelétrica Chibarro (2,2 MW) - Araraquara
- Usina Hidrelétrica Capão Preto (5,52 MW) - São Carlos
- Usina Hidrelétrica Monjolinho (0,6 MW)- São Carlos
- Usina Termelétrica Termoparaíba (170 MW) - João Pessoa
- Usina Termelétrica Termonordeste (170 MW) - João Pessoa
- Complexo Eólico de Praia Formosa (105 MW) - Camocim
- Complexo Eólico Campo dos Ventos (105,6 MW) - João Câmara
- Complexo Eólico Morro dos Ventos (174,36 MW) - João Câmara
- Complexo Eólico Atlântica (120 MW) - Palmares do Sul
- Complexo Eólico Santa Clara (180 MW) - Parazinho
- Complexo Eólico Gameleira (81,65 MW) - Touros
- Complexo Eólico Canoa Quebrada (67,5 MW) - Aracati

## Transmissão de energia
Em leilão realizado na B3 – Brasil, Bolsa, Balcão, em julho de 2021, a CPFL, por meio de sua subsidiária CPFL Cone Sul arrematou o controle acionário da Companhia Estadual de Transmissão de Energia Elétrica (“CEEE-T”) por R$ 2,67 bilhões, ágio de 57,13% ante o mínimo de R$ 1,7 bilhão. Foi adquirido aproximadamente 66,08% do capital social total da CEEE-T (sendo, aproximadamente, 67,12% das ações ordinárias e 0,72% das ações preferenciais), que eram detidas Companhia Estadual de Energia Elétrica Participações – CEEE-Par.
Em abril de 2022, a CPFL Cone Sul comprou a participação acionária de 32,66% da Eletrobrás na CEEE-T por R$ 1,1 bilhão. Com a aquisição, a CPFL Cone Sul passou a deter aproximadamente 99,26% do capital social total, sendo 99,68% das ações ações ordinárias e 72,80% das ações preferenciais.
A CEEE-T opera por todo o Rio Grande do Sul e possui 56 subestações, que somam potência instalada própria de 10,5 mil MVA. A empresa é responsável pela operação e manutenção de 121 de linhas de transmissão que totalizam 6 mil km, representando 60% do serviço de transmissão no território do estado.
A CPFL Transmissão opera 6.120 km de linhas de transmissão e 88 subestações no total (2022), nas linhas de transmissão: 500kV, 440kV, 230kV, 138kV, 69kV, e com diversos modelos de estrutura, estando presente em quatro estados (São Paulo, Santa Catarina, Rio Grande do Sul e Ceará).

## CPFL Soluções
A CPFL Soluções atende consumidores do média e alta tensão com soluções integradas adaptadas às suas necessidades, oferecendo serviços de gestão de energia, manutenção elétrica, eficiência energética, mercado livre de energia, infraestrutura energética, descarbonização e energia solar para empresas.
A CPFL Soluções é formada pela CPFL Brasil, comercializadora de energia, e pela CPFL Serviços, que atua na infraestrutura de energia.
A CPFL tem o Centro de Serviços Compartilhados, que reúne empresas especializadas em serviços de backoffice e de apoio às atividades operacionais, atuando em serviços e canais de atendimento aos clientes, gestão centralizada de toda a cadeia de suprimentos, recursos humanos, gestão de ativos patrimoniais e finanças.
A CPFL Total e a Alesta oferecem serviços financeiros integrados ao pagamento das faturas de energia.

## Outras áreas

### Cultura
O braço da empresa que financia projetos culturais é a CPFL Cultura. Criada em 2003, conta com palestras, debates, cinema, teatro e exposições de arte. Coloca artistas, intelectuais e especialistas em contato com diferentes públicos para a discussão de grandes temas. Esses encontros dão origem a produtos culturais, como as séries televisivas Café Filosófico e Invenção do Contemporâneo, exibidas pela TV Cultura e pelas plataformas digitais.

## Investimentos
A CPFL está presente na B3 e na NYSE.

## Galeria

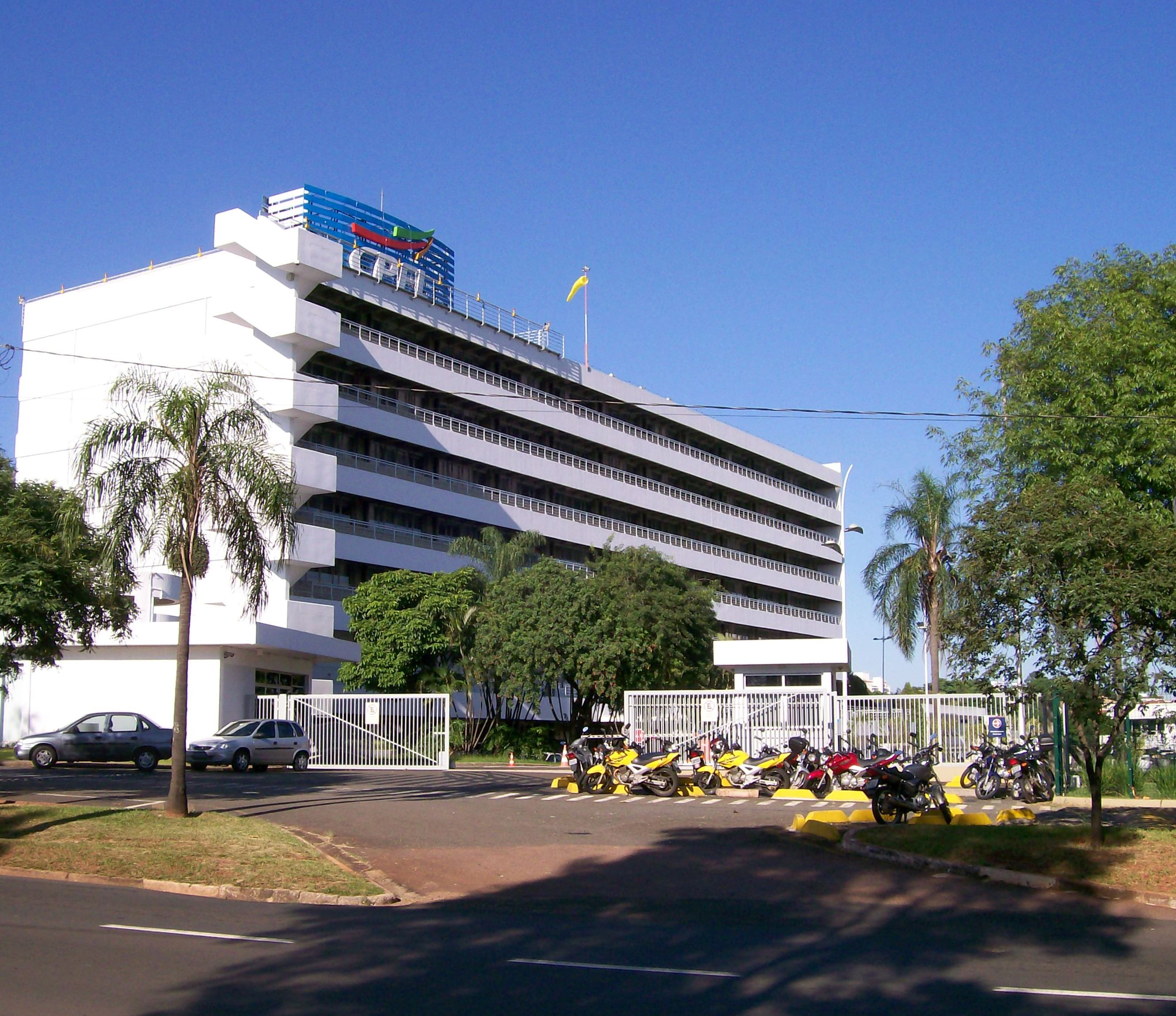
Prédio na sede da CPFL em Campinas.
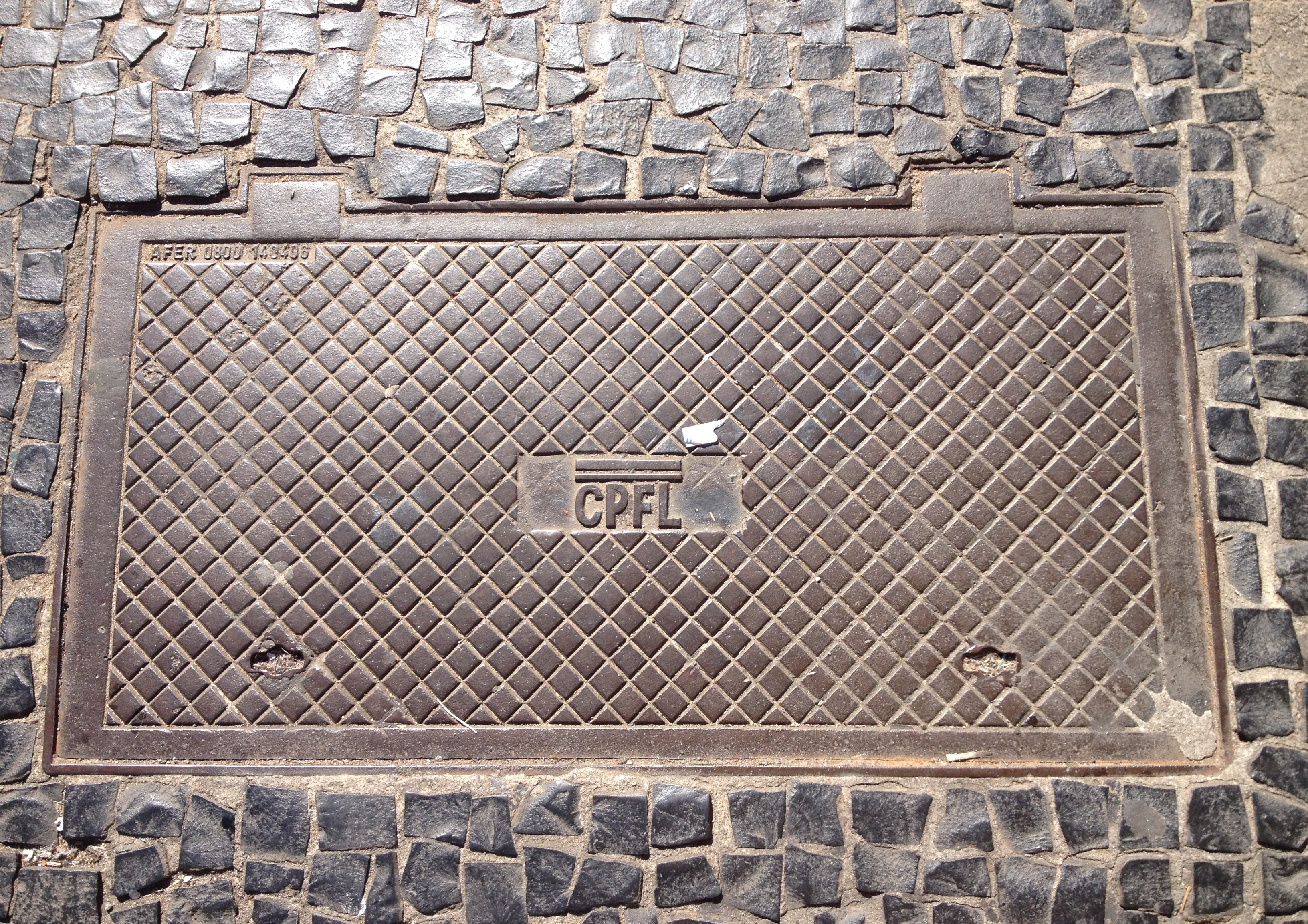
Tampão retangular da CPFL.